# ヤクブ・バブジニャク
ヤクブ・バブジニャク（ポーランド語: Jakub Wawrzyniak、1983年7月7日  - ）は、ポーランド・ウッチ県クトノ出身の元プロサッカー選手。元ポーランド代表。現役時代のポジションは、ディフェンダー。

## クラブ経歴
2009年6月4日、ギリシャサッカー協会はドーピング検査で陽性反応が出たことを発表。3ヶ月間の出場停止処分を科し、後に1年に延長。パナシナイコスは買い取りオプションを行使しないことを決定した。バブジニャクは処分を不服としてスポーツ仲裁裁判所に訴えた。2009年12月、出場停止期間を元の3ヶ月に戻す判決が下された。
2014年2月26日、FCアムカル・ペルミに移籍。
2015年1月5日、レヒア・グダニスクに移籍。

## 代表歴
2006年12月6日にアブダビで開催されたUAE代表との親善試合で初キャップ。

### ゴール
| #  | 開催日        | 会場                 | 対戦国   | スコア | 結果 | 大会                        |
| -- | ------------- | -------------------- | -------- | ------ | ---- | --------------------------- |
| 1. | 2012年9月11日 | ヴロツワフ市立競技場 | モルドバ | 2–0    | 2–0  | 2014 FIFAワールドカップ予選 |

## タイトル
レギア・ワルシャワ
- エクストラクラサ (2012–13, 2013–14)
- ポーランド・カップ (2008, 2011, 2012, 2013)
- ポーランド・スーパーカップ (2008)